# Знаки поштової оплати України 2006
Знаки поштової оплати України 2006 — перелік поштових марок, введених в обіг Укрпоштою у 2006 році.
З 5 січня по 15 грудня 2006 року було випущено 63 комеморативні (пам'ятні) поштові марки та сувенірний марковий аркуш стандартних поштових марок незалежної України п'ятого та шостого випуску: п'ятого (2001—2006) — з літерним індексом «В», «Д», «Е», «C», «N», «Ж», «L», «Є», «Р» замість номіналу та шостого (2002—2006) номіналом від 0,10 до 1,00 гривні. Тематика комеморативних марок охопила ювілеї визначних дат, подій, пам'яті видатних діячів культури та інши.
Марки було надруковано державним підприємством «Поліграфічний комбінат „Україна“» (Київ).
Відсортовані за датою введення.

## Список комеморативних марок
| № у каталозі                                                            | Зображення | Опис та джерело | Номінал          | Дата введення в обіг   | Тираж   | Дизайн                                     |
| ----------------------------------------------------------------------- | ---------- | --- | ---------------- | ---------------------- | ------- | ------------------------------------------ |
| Блок № 53 (№ 706 № 707)                                                 |            | Блок «50 років першим маркам „Європа“ 1956—2006» (СЕРТ) | 1,30 2,50 гривні | 5 січня 2006 року      | 570 000 | Сергій Харук Олексій Харук                 |
| № 706 № 707                                                             |            | Зчіпка «50 років першим маркам „Європа“ 1956—2006» (СЕРТ) | 1,30 2,50 гривні | 5 січня 2006 року      | 630 000 | Сергій Харук Олексій Харук                 |
| № 708                                                                   |            | Олег Антонов (1906—1984) | 0,70 гривні      | 7 лютого 2006 року     | 160 000 | Василь Василенко                           |
| № 709                                                                   |            | Георгій Нарбут (1886—1920) | 3,33 гривні      | 10 березня 2006 року   | 300 000 | Володимир Таран                            |
| № 710 № 711 № 712 № 713 № 714 № 715 № 716 № 717 № 718 № 719 № 720 № 721 |            | Марковий аркуш «Традиційні головні убори українських жінок» | 0,70 гривні      | 30 березня 2006 року   | 160 000 | Василь Василенко                           |
| № 710                                                                   |            | «Традиційні головні убори українських жінок» - Убрус та хутряна шапка. Київська Русь, XI—XIV ст. | 0,70 гривні      | 30 березня 2006 року   | 160 000 | Василь Василенко                           |
| № 711                                                                   |            | «Традиційні головні убори українських жінок»: - Хустки. Київщина, XIX — поч. XX ст. | 0,70 гривні      | 30 березня 2006 року   | 160 000 | Василь Василенко                           |
| № 712                                                                   |            | «Традиційні головні убори українських жінок»: - Намітка. Західне Полісся, XVIII — поч. XX ст. | 0,70 гривні      | 30 березня 2006 року   | 160 000 | Василь Василенко                           |
| № 713                                                                   |            | «Традиційні головні убори українських жінок»: - Вінок. Полтавщина, XIX — поч. XX ст. | 0,70 гривні      | 30 березня 2006 року   | 160 000 | Василь Василенко                           |
| № 714                                                                   |            | «Традиційні головні убори українських жінок»: - Хустка. Гуцульщина, кінець XIX — поч. XX ст. | 0,70 гривні      | 30 березня 2006 року   | 160 000 | Василь Василенко                           |
| № 715                                                                   |            | «Традиційні головні убори українських жінок»: - Кода. Буковина, кінець XIX — поч. XX ст. | 0,70 гривні      | 30 березня 2006 року   | 160 000 | Василь Василенко                           |
| № 716                                                                   |            | «Традиційні головні убори українських жінок»: - Хустка. Центральна Україна, XX ст. | 0,70 гривні      | 30 березня 2006 року   | 160 000 | Василь Василенко                           |
| № 717                                                                   |            | «Традиційні головні убори українських жінок»: - Очіпок. Полтавщина, XIX — поч. XX ст. | 0,70 гривні      | 30 березня 2006 року   | 160 000 | Василь Василенко                           |
| № 718                                                                   |            | «Традиційні головні убори українських жінок»: - Намітка. Гуцульщина, XVIII — XIX ст. | 0,70 гривні      | 30 березня 2006 року   | 160 000 | Василь Василенко                           |
| № 719                                                                   |            | «Традиційні головні убори українських жінок»: - Очіпок. Полтавщина, XIX — поч. XX ст. | 0,70 гривні      | 30 березня 2006 року   | 160 000 | Василь Василенко                           |
| № 720                                                                   |            | «Традиційні головні убори українських жінок»: - Хустка на очіпку. Чернігівщина, кінець XIX — поч. XX ст. | 0,70 гривні      | 30 березня 2006 року   | 160 000 | Василь Василенко                           |
| № 721                                                                   |            | «Традиційні головні убори українських жінок»: - Вінок. Івано-Франківщина, поч. XX ст. | 0,70 гривні      | 30 березня 2006 року   | 160 000 | Василь Василенко                           |
| № 722                                                                   |            | Серія «Україна — космічна держава»: - Міжнародний проект «КОРОНАС-І» | 0,85 гривні      | 12 квітня 2006 року    | 200 000 | Василь Василенко                           |
| № 723                                                                   |            | Серія «Україна — космічна держава»: - Зварювання в космосі | 0,85 гривні      | 12 квітня 2006 року    | 200 000 | Василь Василенко                           |
| № 724                                                                   |            | Серія «Україна — космічна держава»: - Міжнародна вахта комети Галлея | 0,85 гривні      | 12 квітня 2006 року    | 200 000 | Василь Василенко                           |
| Блок № 54 (№ 725 № 726)                                                 |            | Блок «Європа 2006. Інтеграція очима молодих людей» | 2,50 3,50 гривні | 28 квітня 2006 року    | 30 000  | Т. Романова Світлана Бондар                |
| № 725 № 726                                                             |            | Зчіпка «Європа 2006. Інтеграція очима молодих людей» | 2,50 3,50 гривні | 28 квітня 2006 року    | 500 000 | Т. Романова Світлана Бондар                |
| № 729                                                                   |            | «Чемпіонат світу з футболу. Німеччина» | 2,50 гривні      | 4 травня 2006 року     | 130 000 | Василь Василенко                           |
| № 730                                                                   |            | «Чемпіонат світу з футболу. Німеччина» | 3,50 гривні      | 4 травня 2006 року     | 130 000 | Василь Василенко                           |
| № 731                                                                   |            | «Саміт ГУАМ» | 0,70 гривні      | 23 травня 2006 року    | 200 000 | Василь Василенко                           |
| № 732                                                                   |            | Серія «Київ очима художників»: - «Борис Тулін. Брама Заборовського. 1987 р.» | 0,70 гривні      | 24 травня 2006 року    | 200 000 | Оксана Тернавська                          |
| № 733                                                                   |            | Серія «Київ очима художників»: - «Борис Тулін. Співає Ольга Басистюк. 1987 р.» | 0,70 гривні      | 24 травня 2006 року    | 200 000 | Оксана Тернавська                          |
| № 734                                                                   |            | Серія «Київ очима художників»: - «Олександр Губарев. Києво-Печерська лавра» | 0,70 гривні      | 24 травня 2006 року    | 200 000 | Оксана Тернавська                          |
| № 735                                                                   |            | Серія «Київ очима художників»: - «Олександр Губарев. Андріївський узвіз. 1983 р.» | 0,70 гривні      | 24 травня 2006 року    | 200 000 | Оксана Тернавська                          |
| Блок № 55 (№ 736 № 737)                                                 |            | Блок «750 років з часу заснування міста Львова» | 0,70 2,50 гривні | 16 червня 2006 року    | 120 000 | Геннадій Клещар                            |
| Блок № 56 (№ 738 № 739 № 740 № 741 № 742)                               |            | Блок «Шацький національний природний парк» - Сорокопуд сірий Lanius excubitor - Рись звичайна Lynx lynx - Вугор річковий європейський Anguilla anguilla - Ропуха очеретяна Bufo calamita - Горностай Mustela erminea | 0,70 гривні      | 14 липня 2006 року     | 110 000 | Геннадій Кузнєцов                          |
| Блок № 57 (№ 743 № 744 № 745 № 746)                                     |            | Блок «Козацька Україна»: - Іван Богун; - Іван Підкова; - Іван Гонта; - Іван Сірко | 3,50 гривні      | 18 серпня 2006 року    | 110 000 | Володимир Таран Олексій Харук Сергій Харук |
| № 747                                                                   |            | «Іван Франко (1856—1916)» | 0,70 гривні      | 27 серпня 2006 року    | 200 000 | Василь Василенко                           |
| № 748                                                                   |            | «Паровоз серії ИС» | 0,70 гривні      | 15 вересня 2006 року   | 200 000 | Валерій Руденко                            |
| № 749                                                                   |            | «Паровоз серії Л» | 0,70 гривні      | 15 вересня 2006 року   | 200 000 | Валерій Руденко                            |
| № 750                                                                   |            | «Паровоз серії СО» | 0,70 гривні      | 15 вересня 2006 року   | 200 000 | Валерій Руденко                            |
| № 751                                                                   |            | «Паровоз серії ФД» | 0,70 гривні      | 15 вересня 2006 року   | 200 000 | Валерій Руденко                            |
| № 752                                                                   |            | «X Національна філателістична виставка у Львові» | 0,70 гривні      | 6 жовтня 2006 року     | 250 000 | Геннадій Клещар                            |
| № 771 № 772 № 773 № 774                                                 |            | Зчіпка «Історія війська в Україні» - Козак-сірома XVI—XVII ст. - Морські походи XVI—XVIII ст. - Хмельниччина XVII ст. - Гайдамаччина XVIII ст.                                                                       | 0,70 гривні      | 3 листопада 2006 року  | 125 000 | Юрій Логвин                                |
| № 775 № 776 № 777 № 778                                                 |            | Зчіпка «Коні України»: - Виїздка; - Перегони; - Біги; - Жокей | 0,70 гривні      | 17 листопада 2006 року | 250 000 | Василь Василенко                           |
| № 779 № 780                                                             |            | Зчіпка «День Святого Миколая» - Діти і янгол - Святий Миколай з янголами | 0,70 гривні      | 17 листопада 2006 року | 200 000 | Катерина Штанко                            |
| № 781                                                                   |            | «З Різдвом Христовим!» | 0,70 гривні      | 24 листопада 2006 року | 240 000 | Микола Кочубей                             |
| № 782                                                                   |            | «Т. Чишковський. Площа Фердинанда у Львові. 1840» | 3,50 гривні      | 1 грудня 2006 року     | 500 000 | Володимир Таран                            |
| Блок № 58                                                               |            | Блок «Український народний одяг» | 0,70 гривні      | 15 грудня 2006 року    | 100 000 | Микола Кочубей                             |
| № 783 № 784                                                             |            | - Зчіпка «Український народний одяг. Запоріжжя» - Свято Михайла - Перша Пречиста | 0,70 гривні      | 15 грудня 2006 року    | 150 000 | Микола Кочубей                             |
| № 785 № 786                                                             |            | - Зчіпка «Український народний одяг. Херсонщина» - Свято Катерини - Свято Іллі | 0,70 гривні      | 15 грудня 2006 року    | 150 000 | Микола Кочубей                             |
| № 787 № 788                                                             |            | - Зчіпка «Український народний одяг. Одещина» - Свято Варвари та Сави - Свято Бориса та Гліба | 0,70 гривні      | 15 грудня 2006 року    | 150 000 | Микола Кочубей                             |

## Сувенірний марковий аркуш «П'ятий і шостий випуск стандартних марок»
У 2006 році «Укрпошта» випустила сувенірний марковий аркуш стандартних марок незалежної України п'ятого (2001—2006) і шостого (2002—2006) випуску.
| № у каталозі                                                                                                | Зображення | Опис та джерело                                                              | Номінал                                                          | Дата введення в обіг | Тираж  | Дизайн                             |
| --- | ---------- | ---------------------------------------------------------------------------- | ---------------------------------------------------------------- | -------------------- | ------ | ---------------------------------- |
| № 753 № 754 № 755 № 756 № 757 № 758 № 759 № 760 № 761 № 762 № 763 № 764 № 765 № 766 № 767 № 768 № 769 № 770 |            | Марковий аркуш «П'ятий та шостий випуски стандартних поштових марок України» | B Д E C N Ж L Є P 0,05 0,10 0,25 0,30 0,45 0,65 0,70 1,00 гривня | 9 жовтня 2006 року   | 30 000 | Олександр Калмиков Світлана Бондар |
| № 753 |            | Мальви                                                                       | B                                                                | 9 жовтня 2006 року   | 30 000 | Олександр Калмиков                 |
| № 754 |            | Чорнобривці                                                                  | Д                                                                | 9 жовтня 2006 року   | 30 000 | Олександр Калмиков                 |
| № 755 |            | Соняшник                                                                     | E                                                                | 9 жовтня 2006 року   | 30 000 | Олександр Калмиков                 |
| № 756 |            | Бузок                                                                        | C                                                                | 9 жовтня 2006 року   | 30 000 | Олександр Калмиков                 |
| № 757 |            | Братки                                                                       | N                                                                | 9 жовтня 2006 року   | 30 000 | Олександр Калмиков                 |
| № 758 |            | Кетяг калини                                                                 | Ж                                                                | 9 жовтня 2006 року   | 30 000 | Олександр Калмиков                 |
| № 759 |            | Шипшина                                                                      | L                                                                | 9 жовтня 2006 року   | 30 000 | Олександр Калмиков                 |
| № 760 |            | Колоски пшениці                                                              | Є                                                                | 9 жовтня 2006 року   | 30 000 | Олександр Калмиков                 |
| № 761 |            | Тризуб на фоні неба                                                          | P                                                                | 9 жовтня 2006 року   | 30 000 | Олександр Калмиков                 |
| № 762 |            | Малий державний герб України                                                 | P                                                                | 9 жовтня 2006 року   | 30 000 | Олександр Калмиков                 |
| № 763 |            | Барвінок                                                                     | 0,05 гривні                                                      | 9 жовтня 2006 року   | 30 000 | Олександр Калмиков                 |
| № 764 |            | Мальви                                                                       | 0,10 гривні                                                      | 9 жовтня 2006 року   | 30 000 | Олександр Калмиков                 |
| № 765 |            | Настурція                                                                    | 0,25 гривні                                                      | 9 жовтня 2006 року   | 30 000 | Олександр Калмиков                 |
| № 766 |            | Чорнобривці                                                                  | 0,30 гривні                                                      | 9 жовтня 2006 року   | 30 000 | Олександр Калмиков                 |
| № 767 |            | Волошки                                                                      | 0,45 гривні                                                      | 9 жовтня 2006 року   | 30 000 | Олександр Калмиков                 |
| № 768 |            | Горошок запашний                                                             | 0,65 гривні                                                      | 9 жовтня 2006 року   | 30 000 | Олександр Калмиков                 |
| № 769 |            | Біле латаття                                                                 | 0,70 гривні                                                      | 9 жовтня 2006 року   | 30 000 | Олександр Калмиков                 |
| № 770 |            | Мак                                                                          | 1,00 гривня                                                      | 9 жовтня 2006 року   | 30 000 | Олександр Калмиков                 |